# إدوارد أبوت
إدوارد أبوت (بالإنجليزية: Edward Abbott) هو سياسي أسترالي، ولد في 1766، وتوفي في 31 يوليو 1832.